# Malcolmia circinnata
Malcolmia circinnata är en korsblommig växtart som först beskrevs av Aleksandr Andrejevitj Bunge, och fick sitt nu gällande namn av Pierre Edmond Boissier. Malcolmia circinnata ingår i släktet strandlövkojor, och familjen korsblommiga växter. Inga underarter finns listade i Catalogue of Life.